# ジョン・ホワイト (軍医)

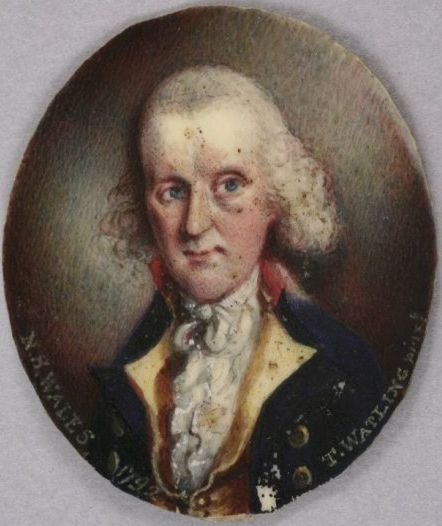
ジョン・ホワイト

ジョン・ホワイト（John White、1756年頃 - 1832年2月20日）は、イギリスの軍医、植物収集家である。オーストラリア大陸におけるヨーロッパ人最初の入植者を乗せた船団、「ファースト・フリート」の船医を務め、7年間ほどオーストラリアに留まり、オーストラリアの博物学的事物の著書を残した。

## 略歴
サセックスで生まれた（生年については1750年であるともされる）。1778年に三等軍医助手としてイギリス海軍に入隊し、1780年からHMS Irresistibleに軍医として乗船し、1786年にハモンド卿（Sir Andrew Hamond）の推薦で「ファースト・フリート」の軍医長に任命された。
1787年3月に、プリマスから囚人輸送船、シャーロット号に乗船したが、乗り組んだ囚人の食事や環境が劣悪であったので、食事を改善し、よい空気を吸うためにデッキに出られるように計らった。囚人のトーマス・バレットが巧みに銀細工をしているのを見出し、航海の様子を74mmの皿に彫らせたと「シャーロット・メダル」（Charlotte Medal）を作らせた。これはオーストラリアの歴史的工芸品としてオーストラリア国立海洋博物館に展示されている。
1788年にニューサウスウェールズ植民地の軍医に任命され、植民地の病院を組織するが薬剤の不足に悩まされた。現地の動植物に興味を持ち、オーストラリア原産の植物の薬理作用を研究した。1788年にユーカリ油の評価を行った。
1790年に "A Journal of a Voyage to New South Wales" を発表し、多くのオーストラリアの生物種を記載した。65点の動植物の銅版画が掲載された著作はその後の5年間にドイツ語、フランス語に翻訳された。記載した動物には、イエアメガエル（Litoria caerulea）などがある。1792年には新しく送られてきた囚人の美術家のトーマス・ワトリング（Thomas Watling）が助手となって、植物や、昆虫、動物の図版を描いた。
ホワイトはオーストラリアで暮らすことを嫌っており、1792年に休職を申請して、1794年に認められ、イギリスに戻りその後アイルランドを旅した。1796年にオーストラリアに戻ることを辞退し、Royal Williamの船医やチャタム工廠の医師として働いた。1820年に退役し1832年にワージングで没した。
オーストラリア・ニューサウスウェールズ州の地名、ホワイト・ベイはホワイトに因む。